# 栃木県立上三川高等学校
栃木県立上三川高等学校（とちぎけんりつかみのかわこうとうがっこう）は、栃木県河内郡上三川町大字多功に所在する公立の高等学校。

## 設置学科
- 普通科

## 特色

### 校訓
- 愛する
- 勉める
- 創る
- 鍛える

### 所在地
- 栃木県河内郡上三川町大字多功994-4
  - JR東北本線 石橋駅、または自治医大駅から自転車で15分。バス路線はない。
  - 近くには国道4号、国道352号、となりには県央浄化センターがある。
  - 自治医大駅前にはガスト、ココス、マクドナルド、少し離れたところにスターバックスなど高校生が好むものなどが並んでいる。
  - また石橋駅の方に向かって行くと、たくさんのラーメン屋がある。

### 学区
かつては下都賀学区（河内郡上三川町・小山市・下野市・栃木市・下都賀郡野木町、壬生町）に属しており、上記以外の県内市町からは定員の25%まで入学が認められていた（ただし、宇都宮市からの入学には制限なし）。2014年度入試（2015年度入学者）より学区制は撤廃された。